# 파라솜니아
파라솜니아(Parasomnia)는 미국에서 제작된 윌리암 말론 감독의 2008년 공포, 멜로/로맨스, 스릴러 영화이다. 딜런 퍼셀 등이 주연으로 출연하였고 베로니카 하트 등이 제작에 참여하였다.

## 출연

### 주연
- 딜런 퍼셀
- 패트릭 킬패트릭

### 조연
- 제프리 콤스
- 셰릴린 윌슨
- 티모시 바톰즈
- 캐스린 레이 스콧
- 브레넌 베일리
- 도브 타이펜버치
- 알리슨 브리
- 매디슨 대번포트
- 제프 듀세트
- 메키타 페이예
- 제인 해밀턴
- 로널드 헌터
- 마티 잉겔스
- 자넷 트레이시
- 사라 레인
- 존 랜디스
- 다니엘 랑글로스
- 샌디 마틴
- 숀 맥휴
- 필립 뉴비
- 찰스 슈나이더
- 켄 쇼크넥
- 말콤 포스터 스미스
- 데이빗 우리
- 숀 영

## 제작진
- 라인프로듀서: 베로니카 하트
- 미술: 캐서린 G. 밸린
- 세트: 닉키 루트로프
- 의상: 제니퍼 L. 벡
- 배역: 자넷 트레이시